# Zdeněk Vítek
Zdeněk Vítek (ur. 25 lipca 1977 we Vrchlabí) – czeski biathlonista, brązowy medalista mistrzostw świata.

## Kariera
W zawodach Pucharu Świata zadebiutował 9 lutego 1997 roku w Osrblie, zajmując 15. miejsce w sztafecie. Pierwsze pucharowe punkty zdobył 8 stycznia 1998 roku w Ruhpolding, kiedy zajął trzynaste miejsce w sprincie. Na podium zawodów tego cyklu pierwszy raz stanął 7 stycznia 2000 roku w Oberhofie, gdy rywalizację w biegu pościgowym ukończył na trzeciej pozycji. W zawodach tych wyprzedzili go jedynie Ole Einar Bjørndalen z Norwegii i Niemiec Peter Sendel. W kolejnych startach jeszcze 4 razy stanął na podium: 30 listopada 2000 roku w Anterselvie wygrał bieg indywidualny, 21 lutego 2003 roku w Östersund był drugi w tej konkurencji, dwa dni później w tej samej miejscowości był drugi w biegu pościgowym, a 15 marca 2003 roku w Chanty-Mansyjsku był trzeci w sprincie. Najlepsze wyniki osiągnął w sezonach 2000/2001 i 2002/2003, kiedy zajmował 16. miejsce w klasyfikacji generalnej.
Na mistrzostwach świata w Chanty-Mansyjsku w 2003 roku wywalczył brązowy medal w sprincie. Uległ tam tylko Bjørndalenowi i Niemcowi Ricco Großowi. Był też między innymi piąty w sztafecie na mistrzostwach świata w Anterselvie w 2007 roku oraz siódmy w biegu indywidualnym podczas mistrzostw świata w Östersund rok później. Ponadto na mistrzostwach Europy w Zakopanem w 2000 roku zwyciężył w biegu indywidualnym, a podczas mistrzostw Europy w Novym Měscie w 2008 roku wraz z kolegami z reprezentacji zdobył srebrny medal w sztafecie.
W 1998 roku wystartował na igrzyskach olimpijskich w Nagano, gdzie zajął 51. miejsce w sprincie i 14. miejsce w sztafecie. Na rozgrywanych cztery lata później igrzyskach w Salt Lake City był między innymi czternasty w sprincie i piąty w sztafecie. Podczas igrzysk olimpijskich w Turynie w 2006 roku jedyny raz znalazł się w czołowej dziesiątce zawodów indywidualnych tego cyklu - w sprincie zajął dziesiątą pozycję. Zajął też 22. miejsce w biegu indywidualnym i masowym, 16. w biegu pościgowym oraz szóste w sztafecie. Brał również udział w igrzyskach w Vancouver cztery lata później, zajmując 67. pozycję w biegu indywidualnym, 28. w sprincie, 38. w biegu pościgowym oraz 7. pozycję w sztafecie.
Po zakończeniu kariery został trenerem, trenował między innymi żeńską i męską reprezentację Czech.
Jest wujkiem Veroniki Vítkovej.

## Osiągnięcia

### Igrzyska olimpijskie
| Rok  | Miejscowość    | Konkurencje | Konkurencje | Konkurencje | Konkurencje | Konkurencje | Konkurencje | Konkurencje |
| Rok  | Miejscowość    | IN          | SP          | PU          | MS          | RL          | MR          | SR          |
| ---- | -------------- | ----------- | ----------- | ----------- | ----------- | ----------- | ----------- | ----------- |
| 1998 | Nagano         | –           | 51.         | nd.         | nd.         | 14.         | nd.         | –           |
| 2002 | Salt Lake City | 54.         | 14.         | 17.         | nd.         | 5.          | nd.         | –           |
| 2006 | Turyn          | 22.         | 10.         | 16.         | 22.         | 6.          | nd.         | –           |
| 2010 | Vancouver      | 67.         | 28.         | 38.         | –           | 7.          | nd.         | –           |

### Mistrzostwa świata
| Rok  | Miejscowość         | Konkurencje | Konkurencje | Konkurencje | Konkurencje | Konkurencje | Konkurencje | Konkurencje |
| Rok  | Miejscowość         | IN          | SP          | PU          | MS          | RL          | MR          | SR          |
| ---- | ------------------- | ----------- | ----------- | ----------- | ----------- | ----------- | ----------- | ----------- |
| 1997 | Osrblie             | –           | –           | –           | nd.         | 15.         | nd.         | –           |
| 1998 | Pokljuka/Hochfilzen | nd.         | nd.         | 43.         | nd.         | nd.         | nd.         | –           |
| 1999 | Kontiolahti/Oslo    | 50.         | 23.         | 45.         | –           | 15.         | nd.         | –           |
| 2000 | Oslo/Lahti          | 23.         | 36.         | 35.         | –           | 7.          | nd.         | –           |
| 2001 | Pokljuka            | 26.         | 23.         | 10.         | 24.         | 14.         | nd.         | –           |
| 2002 | Oslo                | nd.         | nd.         | nd.         | 27.         | nd.         | nd.         | –           |
| 2003 | Chanty-Mansyjsk     | –           | 3.          | DNF         | 7.          | 6.          | nd.         | –           |
| 2005 | Hochfilzen          | –           | 62.         | –           | –           | 11.         | nd.         | –           |
| 2006 | Pokljuka            | nd.         | nd.         | nd.         | nd.         | nd.         | 17.         | –           |
| 2007 | Anterselva          | 54.         | –           | –           | –           | 5.          | 7.          | –           |
| 2008 | Östersund           | 7.          | 23.         | 16.         | –           | 7.          | –           | –           |
| 2009 | Pjongczang          | 29.         | 48.         | 28.         | –           | 10.         | 17.         | –           |
| 2011 | Chanty-Mansyjsk     | 28.         | 40.         | 39.         | –           | 10.         | 11.         | –           |
| 2012 | Ruhpolding          | –           | 64.         | –           | –           | 9.          | –           | –           |
| 2013 | Nové Město          | 66.         | 24.         | 46.         | –           | –           | –           | –           |

### Puchar Świata

#### Miejsca w klasyfikacji generalnej
| Sezon     | Miejsce |
| --------- | ------- |
| 1997/1998 | 58.     |
| 1998/1999 | 62.     |
| 1999/2000 | 34.     |
| 2000/2001 | 16.     |
| 2001/2002 | 24.     |
| 2002/2003 | 16.     |
| 2004/2005 | 58.     |
| 2005/2006 | 36.     |
| 2006/2007 | 35.     |
| 2007/2008 | 35.     |
| 2008/2009 | 48.     |
| 2009/2010 | 92.     |
| 2010/2011 | 70.     |
| 2011/2012 | 71.     |
| 2012/2013 | 50.     |

#### Miejsca na podium chronologicznie
| Lp. | Dzień        | Rok  | Miejscowość     | Konkurencja                | Lokata | Pudła   | Czas biegu | Strata | Zwycięzca            |
| --- | ------------ | ---- | --------------- | -------------------------- | ------ | ------- | ---------- | ------ | -------------------- |
| 1.  | 7 stycznia   | 2000 | Oberhof         | Bieg pościgowy na 12,5 km  | 3.     | 0+0+0+2 | 37:42,1    | +34,0  | Ole Einar Bjørndalen |
| 2.  | 30 listopada | 2000 | Anterselva      | Bieg indywidualny na 20 km | 1.     | 0+0+0+1 | 58:03,3    | –      | –                    |
| 3.  | 21 lutego    | 2003 | Östersund       | Bieg indywidualny na 20 km | 2.     | 0+1+0+0 | 56:19,6    | +10,0  | Janez Marič          |
| 4.  | 23 lutego    | 2003 | Östersund       | Bieg pościgowy na 12,5 km  | 2.     | 0+0+0+2 | 35:23,9    | +5,1   | Władimir Draczow     |
| 5.  | 15 marca     | 2003 | Chanty-Mansyjsk | Sprint na 10 km            | 3.     | 0+1     | 26:52,1    | +52,9  | Ole Einar Bjørndalen |